# Virginia Slims of Houston 1975
Il Virginia Slims of Houston 1975 è stato un torneo di tennis giocato sul sintetico indoor. È stata la 5ª edizione del torneo, che fa parte del Virginia Slims Circuit 1975. Si è giocato a Houston negli USA dal 10 al 15 marzo 1975.

## Campionesse

### Singolare
Chris Evert ha battuto in finale  Margaret Court con il punteggio di 6–3, 6–2

### Doppio
Françoise Dürr /  Betty Stöve hanno battuto in finale  Evonne Goolagong /  Virginia Wade con il punteggio di 2–6, 6–3, 7–6